# Antonín Josef Hampl
Antonín Josef Hampl, v němčině Anton Joseph Hampel, ale existují také další varianty jako Hampla či Humple (kolem roku 1710, Praha - 30. března 1771, Drážďany) byl česko-německý hornista a skladatel původem z Prahy.

## Život
Antonín Josef Hampl pocházel z Čech, narodil se v Praze. Jeho jméno je v pramenech uvedeno také jako Hampl, Hampla a Humple. Informace o době jeho narození se pohybují mezi roky 1700 a 1711.
V roce 1737 získal místo ve dvorním orchestru v Drážďanech (dnes Saský státní orchestr) jako druhý hráč na lesní roh. V letech 1757 až 1766 hrál první roh a poté opět ve 2. hlase.
Hampl byl mimo jiné učitelem Jan Václava Sticha, později známého jako Giovanni Punto. Jeho škola lesní rohu a jeho technika ucpávání a tlumení tónu na rohu rozhodujícím způsobem formovala techniku hry své doby. Pracoval s drážďanským výrobcem nástrojů Johannem Wernerem a podle jeho představ prý Werner poprvé vložil invenční táhlo do přírodního rohu bez pístu (srov. lesní roh ).
Do dnešních dnů se dochoval několik Hamplových skladeb, koncerty pro lesní roh, etudy a komorní hudba s lesním. Jeho techniku hry na roh o několik let později revidoval a rozšířena o právě J. V. Stich.
Antonínův bratr Jan Adam Hampl také hrál v drážďanském dvorním orchestru jako houslista od roku 1737.
Tamtéž působil také Jan Michael Hampl (1732–1793), zjevně Antonínův syn, jenž byl od roku 1769 do května 1793 hornistou (původně třetím), od roku 1772 druhým).

## Práce (výběr)
- Antonín Josef Hampl: Tria pro 3 rohy, ed. od Roberta Ostermeyera
- Antonín Josef Hampl: Koncert D dur pro lesní roh, 2 housle, violu a basso continuo